# なるみのもっとキレイになりたい!
なるみのもっとキレイになりたい!は、かつて朝日放送ラジオ（ABCラジオ）で放送していた番組。2004年10月2日に放送を開始し、2007年3月31日に放送を終了した。提供は化粧品販売大手のハーバー研究所。2006年9月までは一部のNRN系列局にネットしていたが、番組末期はABCラジオのみとなった。

## 番組内容
リスナーから寄せられた美容やスキンケアに関する質問に、吉本興業所属のタレント・なるみとハーバー広報部ディレクター・小川美千代の2人がトークを交えながら答えた。また、簡単に実践できるスキンケアの紹介などもあった。ちなみに葉書の宛先は各放送局へとなっていた。

## 放送時間
- 毎週土曜日　9:50 - 9:55

## ネット局
- 放送時間は終了時点。カッコ内は内包していたワイド番組。

### 開始 - 2006年9月
- 北海道放送　土曜11:25 - 11:30
- 東北放送　土曜10:45 - 10:50（「それいけミミゾー」）※2006年4月までは10:25 - 10:30
- 中国放送　土曜11:50 - 11:55
- RKB毎日放送　土曜8:35 - 8:40（「週刊GET」）

### 開始 - 2005年9月
- 茨城放送　土曜9:30 - 9:35（「おっとガッテン恭之介」）

### 2005年10月 - 2006年9月
- 文化放送　土曜9:40 - 9:45（「大竹まこと 少年ラジオ」）